# Catedral da Assunção (Thurles)
Catedral da Assunção (em inglês:  Cathedral of the Assumption) é a igreja mãe da província metropolitana de Munster e catedral da Arquidiocese de Cashel e Emly em Thurles, Condado Tipperary, na Irlanda, sé do arcebispo de Cashel e fica no local onde de antigas capelas, as únicas igreja católicas na cidade. Depois da Reforma Inglesa, muitos ativos da arquidiocese, incluindo a catedral na Rocha de Cashel foram tomadas pela Igreja da Irlanda. James Butler II (r. 1774–1791), a ser nomeado pela Santa Sé, mudou sua residência e cátedra de Cashel para Thurles, onde seus sucessores continuam até hoje.

## História
Depois da apropriação dos ativos da igreja pela Igreja da Irlanda, a maior parte da população que ainda seguia o catolicismo romano foi obrigada a procurar outros locais de devoção. Da época da Reforma Inglesa em diante, os arcebispos nomeados por Roma transformavam em catedral a casa em Tipperary onde se escondiam das forças da coroa. Esta situação perdurou até o final do século XVIII, quando algumas das medidas mais duras das Leis Penais foram relaxadas.
Em 1857, o arcebispo Patrick Leahy revelou seu plano para substituir a "Grande Capela" (em inglês:  Big Chapel), que era utilizada como igreja paroquial da cidade desde então, por, nas palavras do arcebispo Bray, "uma catedral digna da Arquidiocese de Cashel e Emly".
As obras começaram em 1865 e o impressionante edifício revivalista românico, com sua fachada baseada na Catedral de Pisa, Itália, foi consagrado pelo arcebispo Thomas Croke em 21 de junho de 1879.
Na Igreja da Irlanda, a história catedral na Rocha de Cashel foi fechada aos cultos em 1721 e uma nova catedral foi completada em 1784 — a Catedral de São Pedro, a Rocha.

## Arquitetura
O arquiteto foi J.J McCarthy e Barry McMullen conduziu as obras. J.C. Ashlin foi o responsável pelas paredes externas, as grades e a maior parte do acabamento.
O edifício conta com diversas importantes características arquitetônicas, como uma impressionante rosácea, um batistério e sua mais importante obra de arte, um sacrário de Giacomo della Porta, um pupilo de Michelangelo.

## Galeria

Imagens da catedral
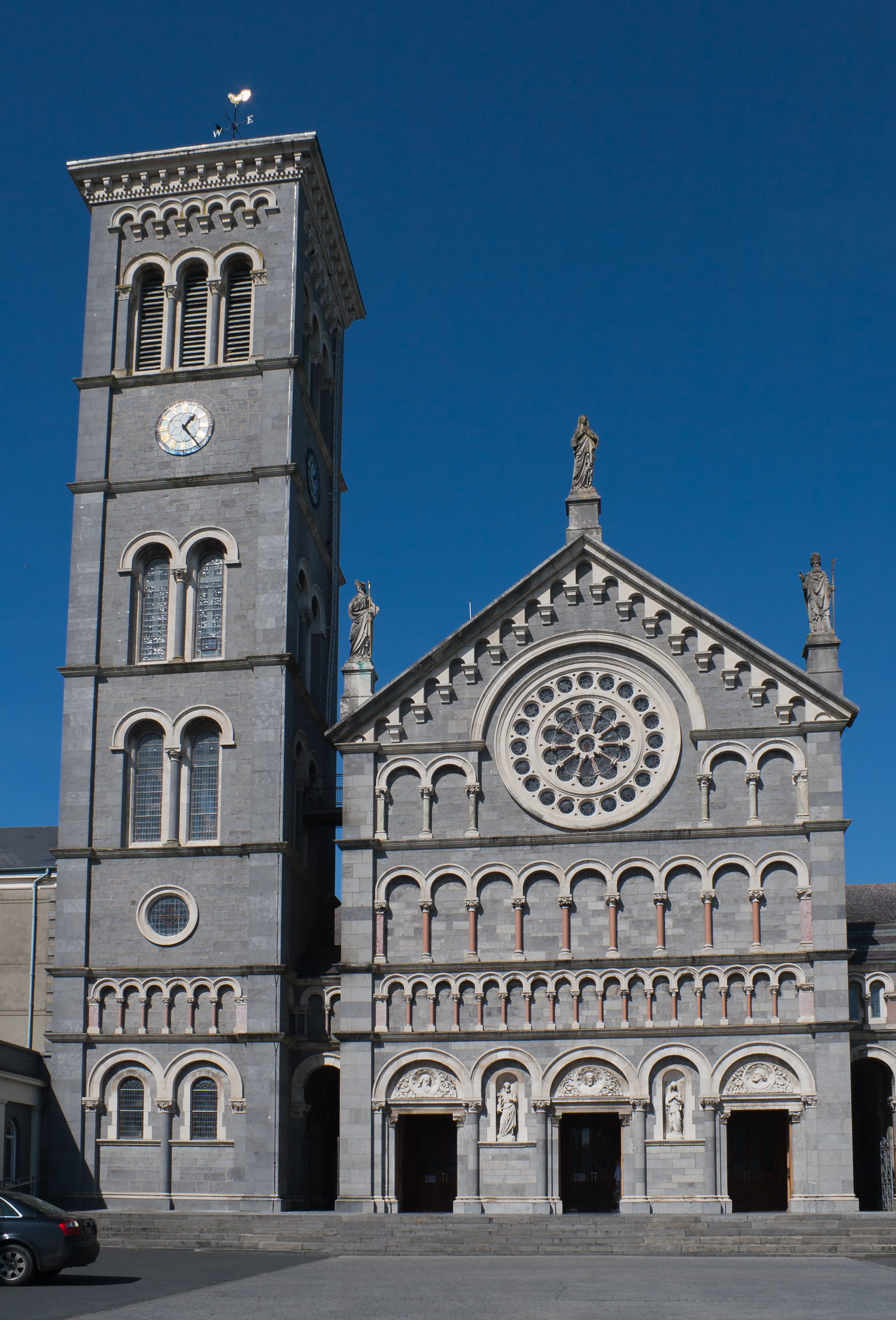
Fachada e a torre sineira
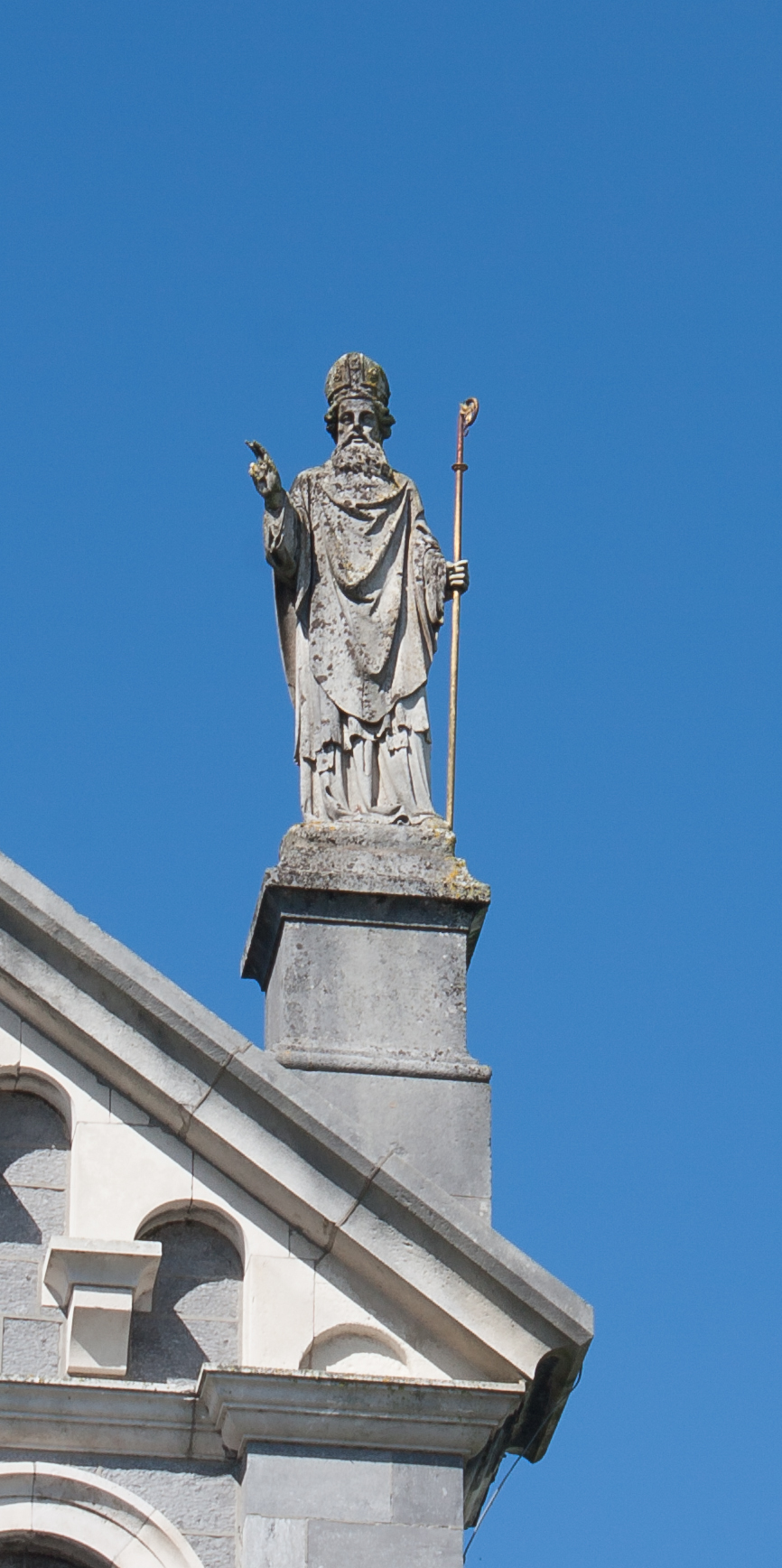
São Patrício na fachada
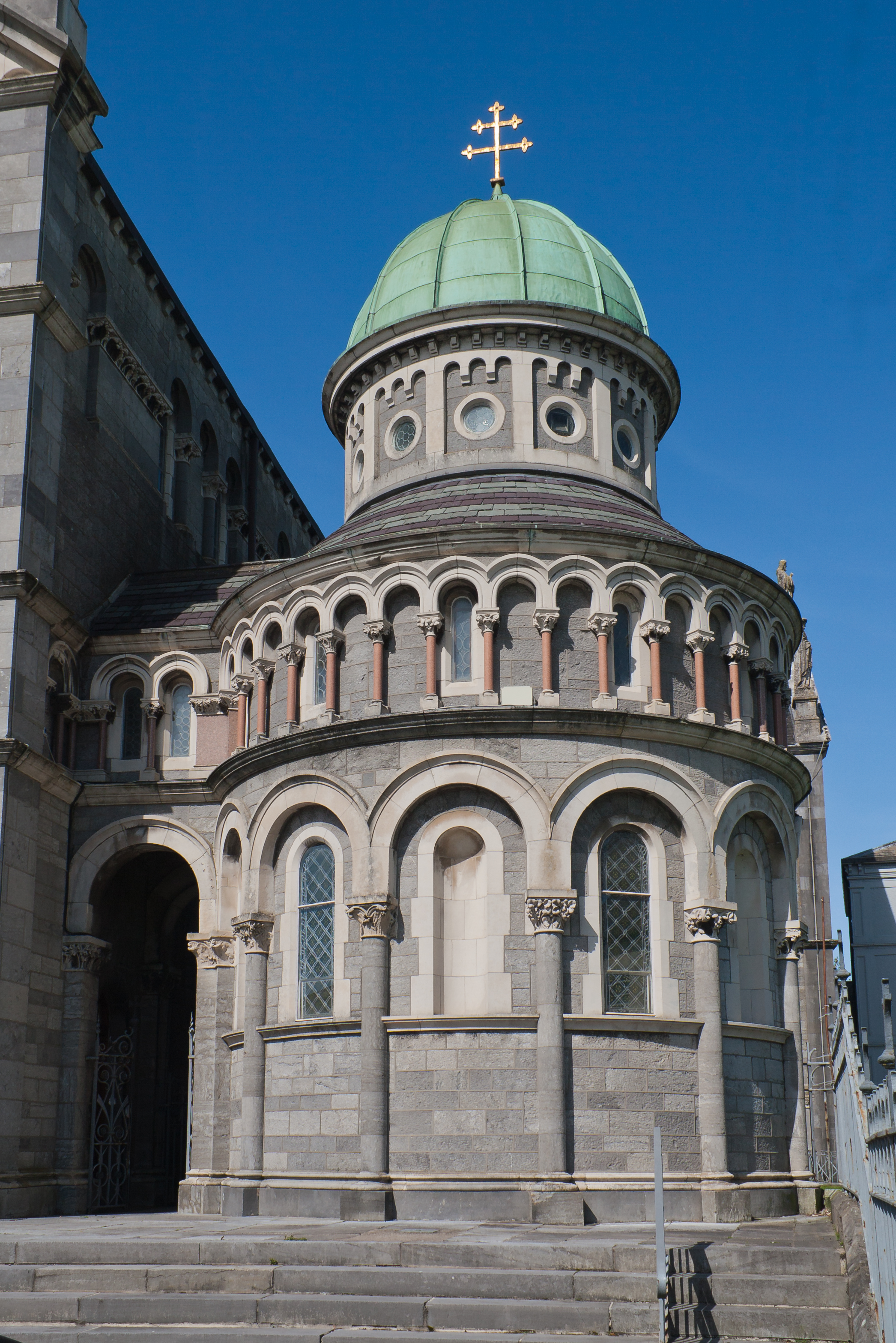
Batistério
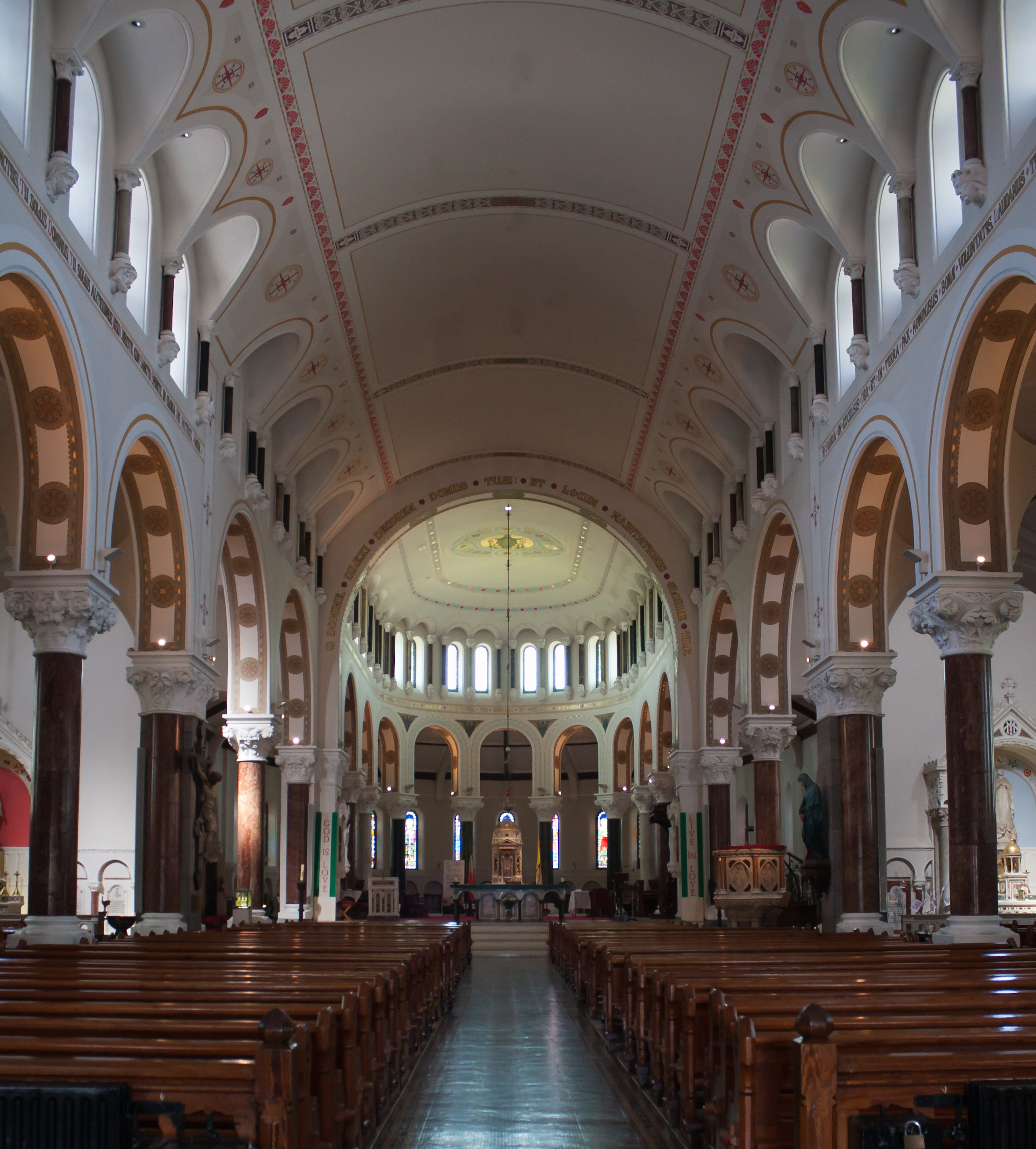
Vista do interior
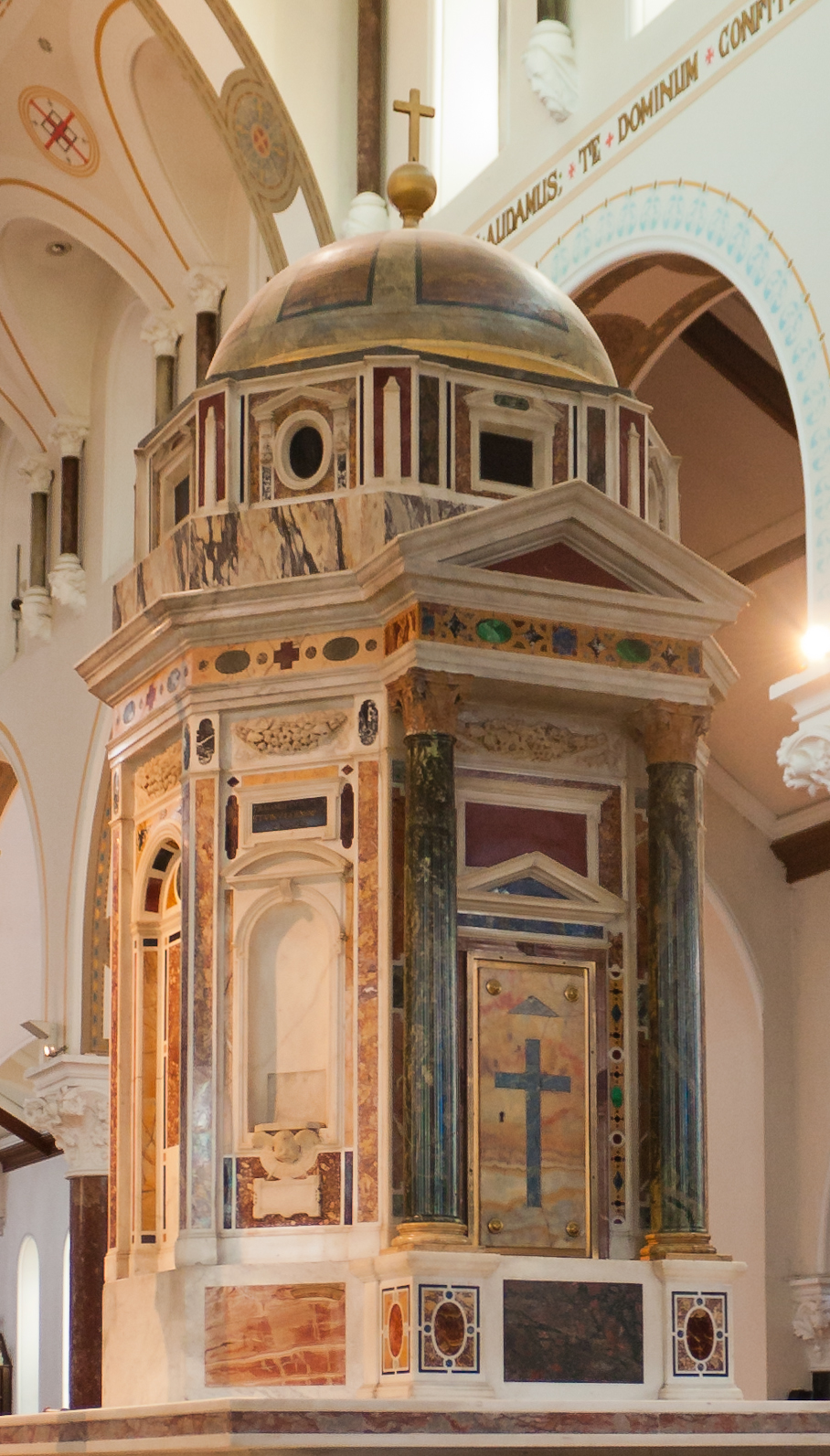
Sacrário de Giacomo della Porta
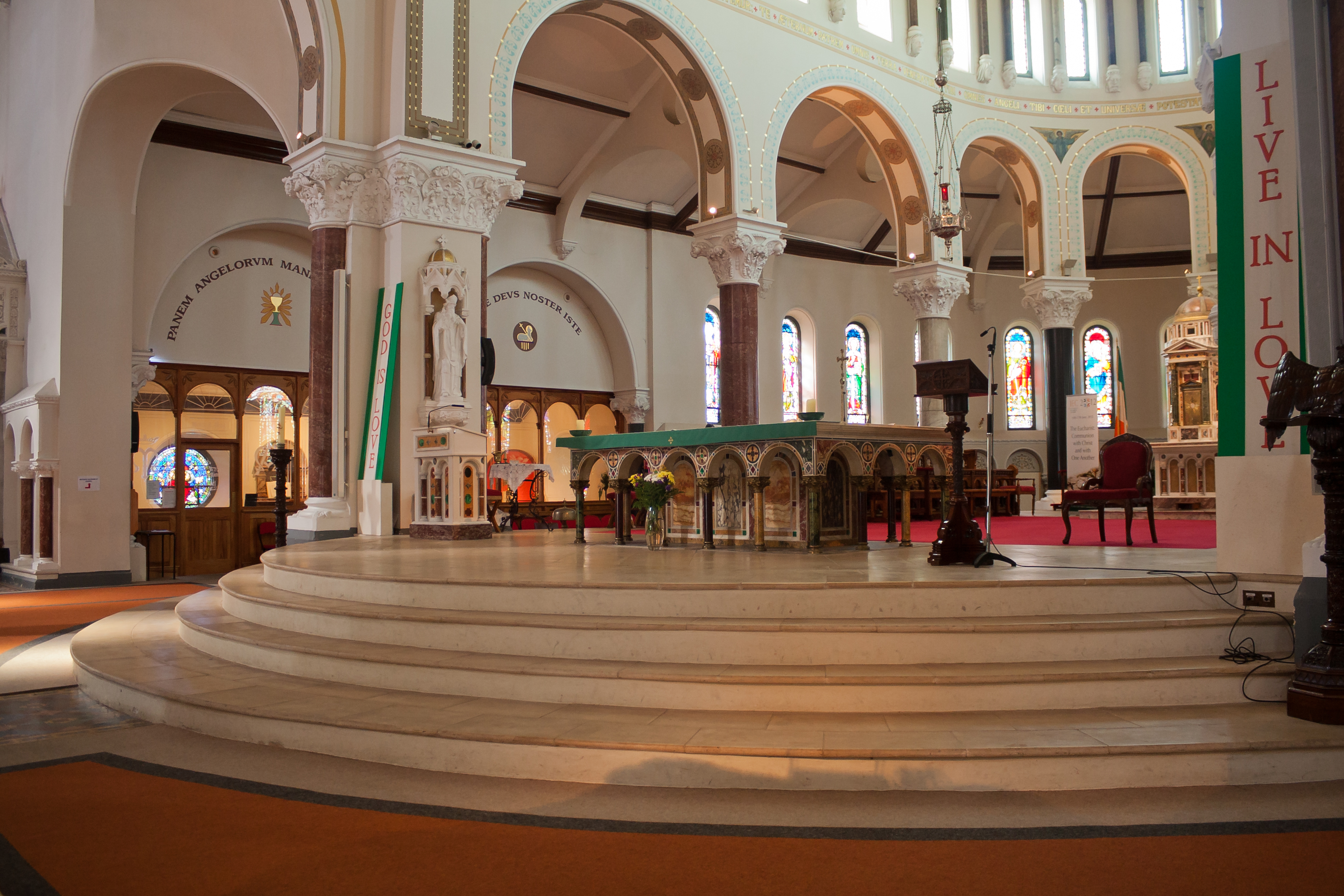
Altar-mor